# Реки Габона

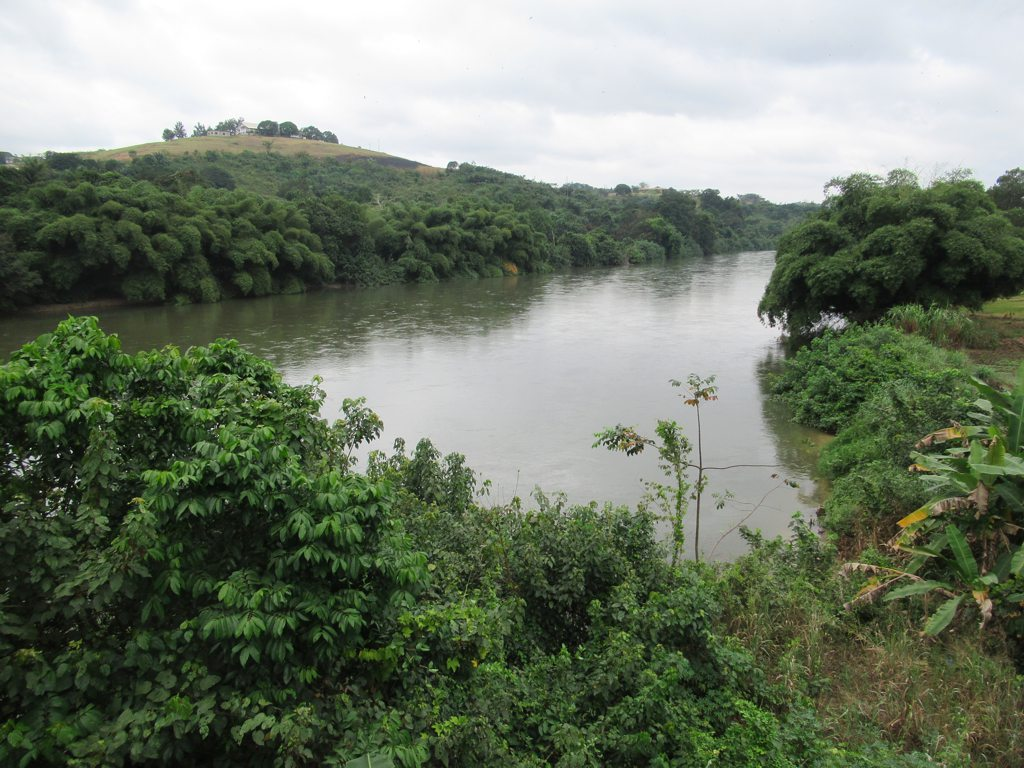
Река Мпаса (приток Огове)

Речная сеть Габона густая и многоводная. Больше половины территории страны принадлежит бассейну реки Огове. На севере протекают реки Комо и Нтем, на юге — река Ньянга. В нижнем течении реки полноводны круглый год и частично доступны для судоходства, в верховьях в горах и на плато Волё-Нтем порожисты, обладают большим гидроэнергетическим потенциалом. Изученность рек невысокая, оценка влияния человека затруднена.

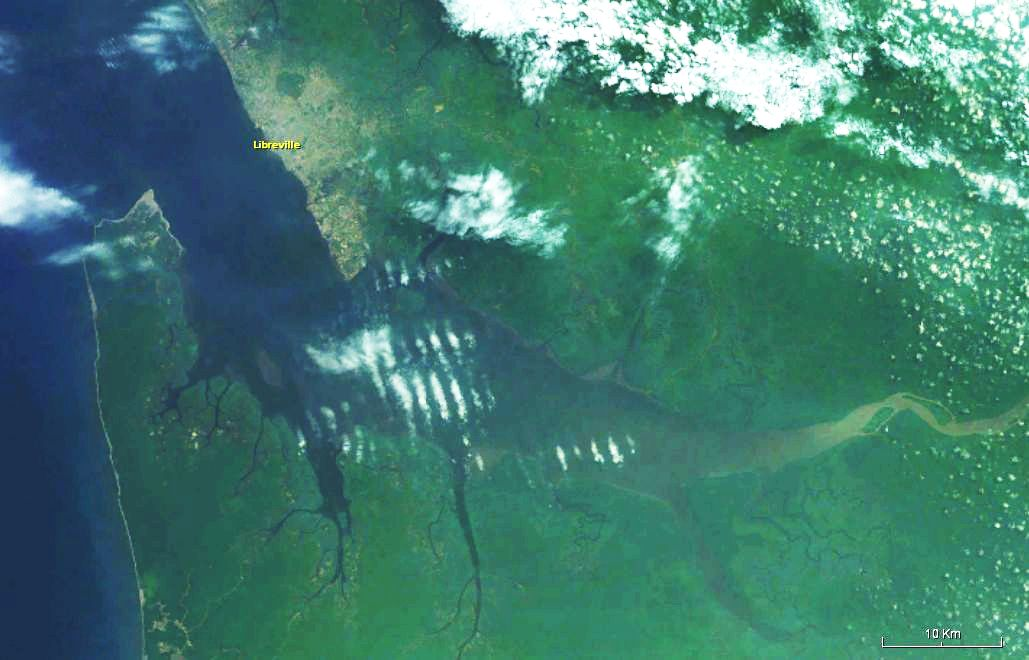
Залив Габон со впадающими реками, справа извивается река Комо

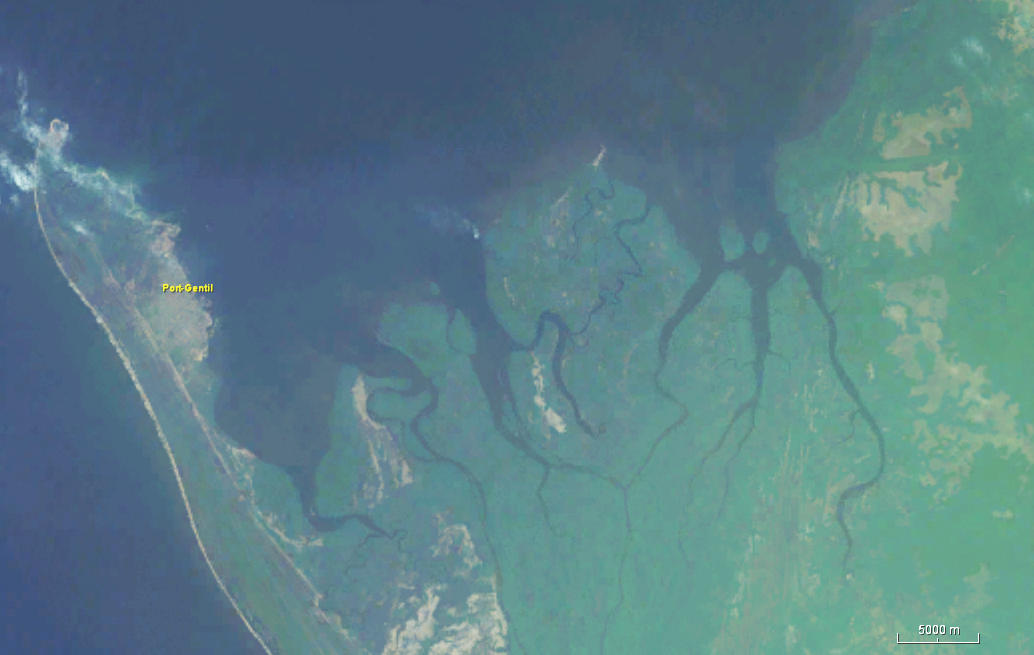
Часть дельты Огове около города Порт-Жантиль

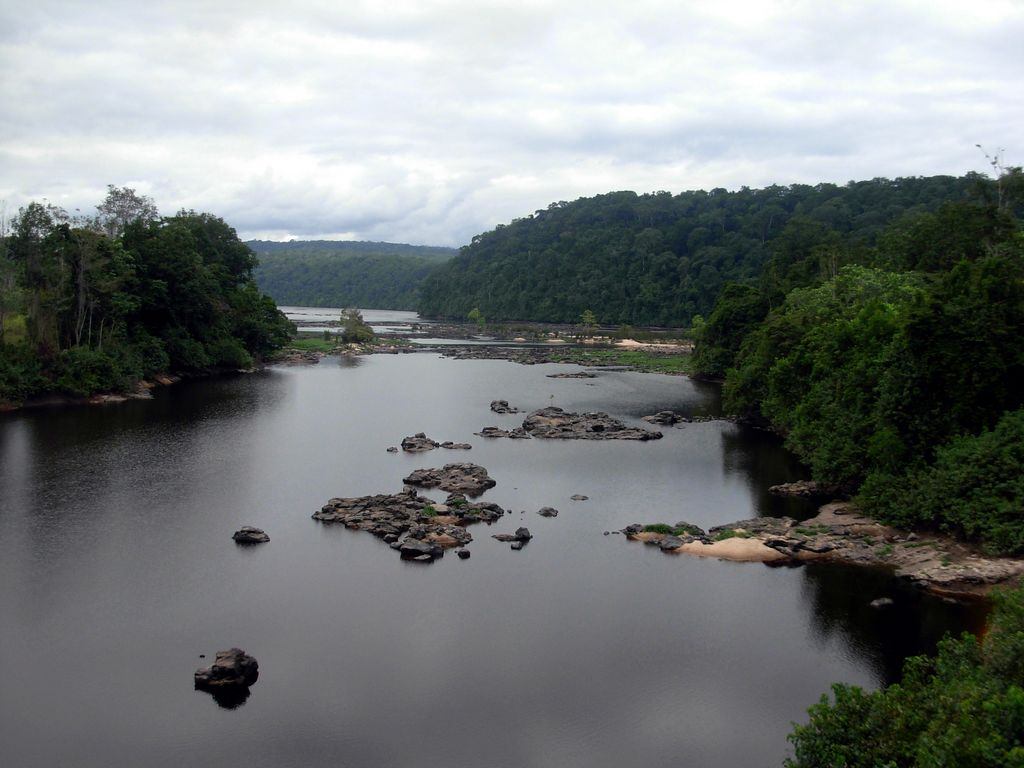
Река Огове в верхнем течении

Реки страны имеют большое значение для водного транспорта, дороги страны плохие и немногочисленные. Ежегодно в тропических лесах Габона вырубается свыше 500 000 деревьев, при этом древесину транспортируют лесосплавом: стволы прикрепляют друг к другу тросом, на плотах доставляют к океанскому побережью. Многие деревья по пути теряются, делая поездки на лодках в ночное время небезопасными и нанося вред даже популяциям черепах на морском побережье.
Распределение видов рыб в реках Габона различается: в местах ниже по течению видовое разнообразие больше, начинают преобладать не насекомоядные, а всеядные, травоядные и рыбоядные виды. На формирование видовых сообществ влияют такие важные факторы как положение участка реки в водоразделе, высота участка, ширина, глубина, кислотность и проводимость. Реки Габона являются относительно нетронутыми, сохраняют высокое биоразнообразие и имеют относительно свободное течение. Река Ивиндо имеет 1063 км свободного течения, Ньянга — 559 км и Огове — 557 км. Многие виды рыб перемещаются между морскими, солоноватыми и пресными водами, используя реки со свободным течением. По оценкам исследователей, в отсутствие преград морские рыбы способны мигрировать по рекам на большие расстояния (> 400 км) вверх по течению для размножения, кормления или выращивания молодняка. Планируется строительство 38 плотин гидроэлектростанций, что может негативно повлиять на рыб в пресноводных экосистемах. В 2010 году Эксим банк Китая уже был вынужден отменить выдачу ссуды Габону на строительство плотины из-за экологических рисков.
По состоянию на 2016 год в стране были четыре большие гидроэлектростанции: одна мощностью 160 МВт принадлежала частично приватизированной компании Electrique et de l’Assainissement (SDP), ещё три (мощностями 59, 69 и 38 МВт) — государственной Société d’Energie et d’Eau du Gabon (SEEG). Технический директор SEEG Томас Фер пояснял, что ранее в стране была сделана ставка на тепловую энергетику, но сейчас планируется развернуть тенденцию и вернуться к 60-70 % доли гидроэнергетики.
В октября 2020 года Габон и французская инвестиционная компания Meridiam заключили сделку на 210 миллионов долларов на строительство плотины ГЭС во исполнении международных обязательств Габона по сокращению выбросов парниковых газов. Как писало информационное агентство Рейтер, президент Габона Бонго Ондима стремится представить себя защитником окружающей среды, страна развивает свой гидроэнергетический сектор и планирует сократить выбросы не менее чем на 50 % к 2025 году. Министр энергетики Габона заявлял, что заключение сделки будет способствовать реализации других проектов в этом секторе. Проект Kinguele Aval на реке Мбе имеет предполагаемую мощность 34,1 МВт.

## Список рек Габона
Ниже перечислены шесть рек Габона с наибольшими по площади водосборными бассейнами:
| Название реки                            | Длина, км | Площадь бассейна (полная), тысяч км² | Карта       | Исток                                                                            | Устье                                                                      | Некоторые притоки                                                                   | Примечания                  |
| ---------------------------------------- | --------- | ------------------------------------ | ----------- | -------------------------------------------------------------------------------- | -------------------------------------------------------------------------- | ----------------------------------------------------------------------------------- | --------------------------- |
| Огове (Огуэ) англ. Ogooué (Ogowe)        | 1200      | 222,7 или 205,0                      | Исток Устье | на восточных склонах гор Шайю, Республика Конго 3°01′40″ ю. ш. 13°43′19″ в. д.   | Гвинейский залив, провинция Приморское Огове 1°02′00″ ю. ш. 8°53′00″ в. д. | Правые: Мпаса, Лекони, Ивиндо, Себе, Окано, Абанга. Левые: Лоло, Оффуэ, Нгуние      | [ 10 ] [ 11 ]               |
| Нтем (Кампо) англ. Ntem (N’Tem, Campo)   | 460       | 31,0                                 | Исток Устье | на севере провинции Волё-Нтем 2°02′12″ с. ш. 12°31′37″ в. д.                     | Гвинейский залив, Камерун 2°21′02″ с. ш. 9°49′13″ в. д.                    | Правые: Бангола, Ндио, Нкомо, Нсо, Мгоро, Ком Левые: Нколабуй, Ло, Кие, Сосала, Кье | [ 12 ] [ 13 ] [ 14 ] [ 15 ] |
| Ньянга англ. Nyanga                      | 600       | 20,06                                | Исток Устье | около горы Мугонго на габоно-конголезской границе 1°52′11″ ю. ш. 12°26′48″ в. д. | Атлантический океан, провинция Ньянга 2°58′00″ ю. ш. 10°15′00″ в. д.       | Правые: Мукалаба, Луамбици. Левые: Муамби, Лусе-Кусу, Дубаси, Луатипи, Лумби        | [ 16 ] [ 17 ] [ 18 ] [ 4 ]  |
| Мбини (Волё) англ. Mbini (Woleu, Benito) | 365       | 13,69                                | Исток Устье | восточнее города Оем, в провинции Волё-Нтем 1°32′00″ с. ш. 11°58′00″ в. д.       | залив Биафра, Экваториальная Гвинея 1°36′00″ с. ш. 9°37′17″ в. д.          | Правые: Муму, Нвик, Мекага, Дзири. Левые: Митомо, Ланья                             | [ 10 ] [ 19 ] [ 20 ]        |
| Ноя англ. Noya                           |           | 8,5                                  | Исток Устье | в горах на севере провинции Волё-Нтем 0°55′59″ с. ш. 10°20′12″ в. д.             | залив Муни, провинция Эстуарий 0°59′30″ с. ш. 9°47′02″ в. д.               | Правые: Алуре Левые: Мвум, Сунг                                                     | [ 10 ]                      |
| Комо англ. Komo (Como, Gabon)            |           | 7,9                                  | Исток Устье | Хрустальные горы, Экваториальная Гвинея 1°03′46″ с. ш. 10°46′05″ в. д.           | залив Габон, провинция Эстуарий 0°09′35″ с. ш. 9°49′43″ в. д.              | Правые: Агула, Абанга, Мбе. Левые: Бокуэ, Ндуа, Мбонг                               | [ 10 ] [ 21 ] [ 22 ]        |